# Columbus Blue Jackets
Columbus Blue Jackets (adesea denumită simplu Jackets) este o echipă profesionistă americană de hochei pe gheață cu sediul în Columbus, Ohio, care face parte din Divizia Metropolitană a Conferinței de Est din NHL, și a început să joace ca echipă de expansiune în 2000.
Blue Jackets a întâmpinat dificultăți în primii ani, nereușind să câștige 30 de meciuri într-un sezon până în 2005-06. Echipa s-a calificat pentru prima dată în playoff-ul Cupei Stanley în 2009, dar a fost eliminată de Detroit Red Wings. În cele din urmă, Columbus a obținut prima victorie în playoff în sezonul 2014 și a câștigat prima sa serie în playoff-ul din 2019 împotriva echipei Tampa Bay Lightning, devenind prima echipă din istoria NHL care a eliminat o câștigătoare a Trofeului Președintelui în primul tur.
Numele și logo-urile Blue Jackets sunt inspirate de istoria Războiului Civil din Ohio. Blue Jackets își joacă meciurile de pe teren propriu la Nationwide Arena din centrul orașului Columbus, care a fost inaugurată în 2000.